# Марлон Лопес
Марлон Андрес Лопес Морено (ісп. Marlon Andres López Moreno, нар. 2 листопада 1992, Манагуа, Нікарагуа) — нікарагуанський футболіст, півзахисник національної збірної Нікарагуа та клубу «Реал Естелі».

## Клубна кар'єра
У дорослому футболі дебютував 2013 року виступами за команду клубу «Манагуа», в якій провів три сезони, взявши участь у 55 матчах чемпіонату.
Протягом 2016 року захищав кольори команди клубу «Сантос де Гвапілес».
До складу клубу «Реал Естелі» приєднався 2016 року.

## Виступи за збірну
2014 року дебютував в офіційних матчах у складі національної збірної Нікарагуа.
У складі збірної був учасником розіграшу Золотого кубка КОНКАКАФ 2017 року в США.